# 大牛店站
大牛店站是一个北同蒲线上的铁路车站，位于山西省原平市大牛店镇，建于1936年，目前为四等站，邮政编码为034101。目前客运：办理旅客乘降；不办理行李、包裹托运；货运：办理整车货物发到；不办理危险货物发到。

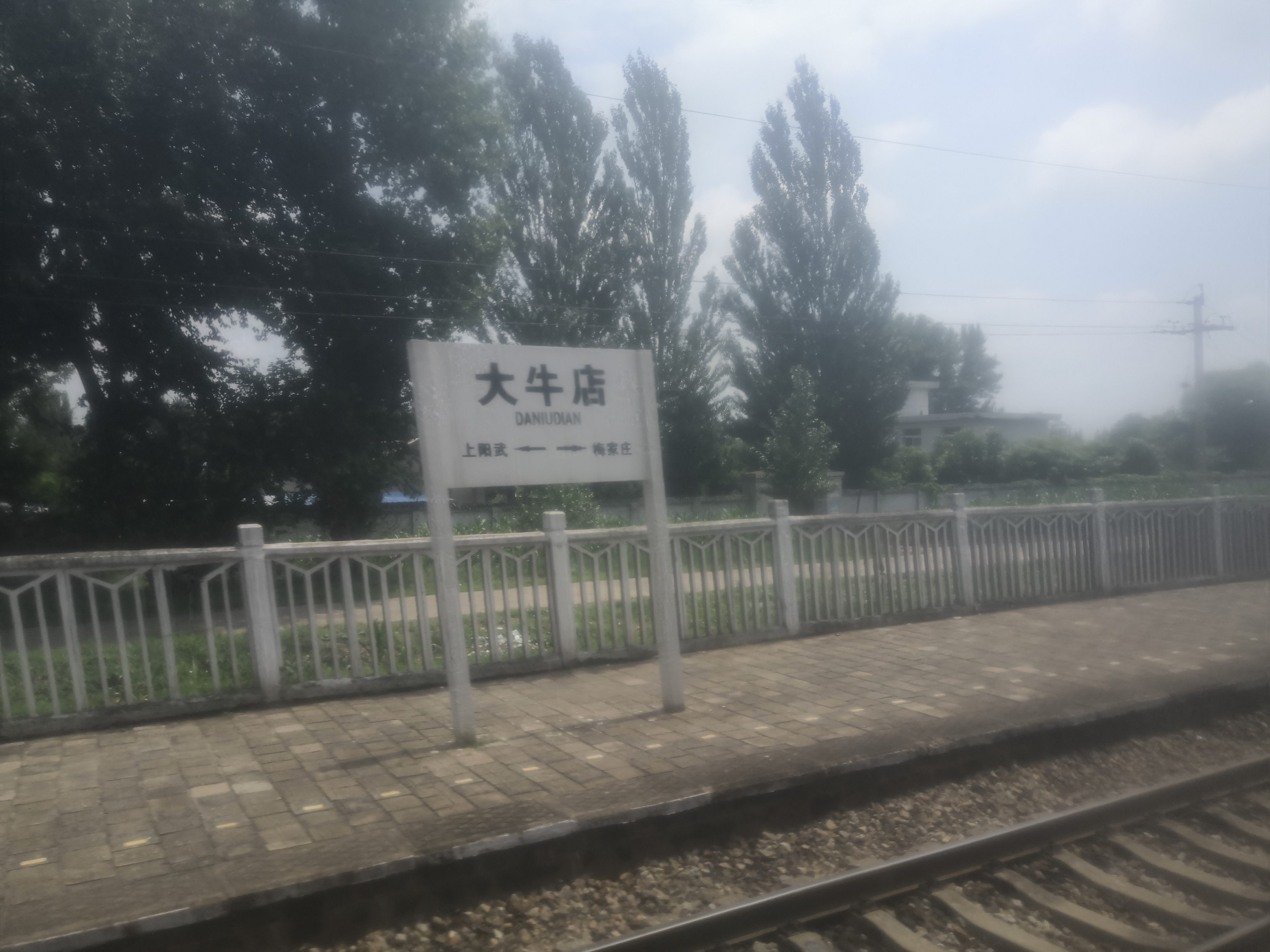
2020年，列车上拍摄的大牛店站站牌